# Albert Brynjar Ingason
Albert Brynjar Ingason  est un joueur islandais de football né le 16 janvier 1986. Il joue en tant qu'attaquant au sein du Fylkir Reykjavik.

## Biographie
Fils de l'ancien international islandais Ingi Björn Albertsson, Albert Brynjar commence sa carrière à Fylkir en 2004. Il y passe 4 saisons, entrecoupé d'un court prêt à Þór, puis s'engage avec Valur. 
Mais l'équipe championne en titre réalise une saison décevante (5e d'Úrvalsdeild) et Albert Brynjar retourne à Fylkir.
En 2009, 2010 et 2011, il réalise trois excellentes saisons ponctuées de respectivement 9, 8 et 9 buts. Le FH, qui reste sur deux titres de champion puis deux secondes places, le recrute alors pour la saison 2012. 
Il ne manquera qu'un seul match, et avec six buts, contribuera efficacement au nouveau titre décroché par le FH. La saison suivante est en revanche plus délicate. En 2014, il entre en jeu lors du premier tour de la Ligue Europa 2014-2015 face au Glenavon FC. Le FH franchira les deux premiers tours avant de tomber face à Elfsborg, mais Albert quitte le club avant, retournant une nouvelle fois à Fylkir où il termine la saison.
À noter que son grand-père et sa sœur furent également internationaux islandais.

## Palmarès

### Joueur
- FH
  - Champion d'Islande en 2012